# Cosmosoma subflamma
Cosmosoma subflamma là một loài bướm đêm thuộc phân họ Arctiinae, họ Erebidae.